# Ludoș
Ludoș – wieś w Rumunii, w okręgu Sybin, w gminie Ludoș. W 2011 roku liczyła 507 mieszkańców.